# Haley Reinhart
Haley Reinhart (Wheeling, Illinois; 9 de septiembre de 1990) es una cantante estadounidense. 
Reinhart se convirtió en la segunda finalista de la temporada 10 del programa de televisión American Idol. Firmó contrato con la discográfica Interscope Records. En 2014, abandonó Interscope Records, y por fuentes muy cercanas a ella y a su anterior mánager se sabe que firmó un contrato por 2 millones de dólares con Capitol Records. Su nuevo sencillo, Show Me Your Moves, se lanzó el 30 de julio, junto a su vídeo musical.[cita requerida]

## Primeros años
Hija de Patti Miller-Reinhart y de Harry Reinhart, ambos músicos, comenzó a cantar a los 8 años y luego a actuar en vivo con la banda de sus padres, que realizaba covers de rock de los años 60 y 70. Asistió a las escuelas Mark Twain Elementary School, O.W. Holmes Middle School y Wheeling High School, en Wheeling. Luego de su graduación del bachillerato en 2009, se inscribió en el Harper College, en Palatine, Illinois, para estudiar jazz. Se presentó en el Festival de Jazz de Montreux de 2009 en Suiza con la banda de jazz de su escuela.[cita requerida]

## American Idol

### Performances/Resultados
| Capítulo              | Temática                       | Canción                                      | Artista original   | Resultado |
| --------------------- | ------------------------------ | -------------------------------------------- | ------------------ | --------- |
| Audición              | Elección propia                | "Oh! Darling"                                | The Beatles        | Avanzó    |
| Hollywood Round 1     | Solo                           | "Breathless"                                 | Corinne Bailey Rae | Avanzó    |
| Hollywood Round 2     | Performance Grupal             | "Carry On Wayward Son"                       | Kansas             | Avanzó    |
| Hollywood Round 3     | Solo                           | "God Bless the Child"                        | Billie Holiday     | Avanzó    |
| Las Vegas             | The Beatles Performance Grupal | "The Long and Winding Road"                  | The Beatles        | Avanzó    |
| Hollywood Round Final | Solo                           | "Baby It's You"                              | The Shirelles      | Avanzó    |
| Top 24                | Elección Propia                | "Fallin'"                                    | Alicia Keys        | Avanzó    |
| Top 13                | Tu Ídolo                       | "Blue"                                       | LeAnn Rimes        | Últimos 3 |
| Top 12                | Año de Nacimiento              | "I'm Your Baby Tonight"                      | Whitney Houston    | Últimos 3 |
| Top 11                | Motown                         | "You've Really Got a Hold on Me"             | The Miracles       | Salvada   |
| Top 11                | Elton John                     | "Bennie and the Jets"                        | Elton John         | Salvada   |
| Top 9                 | Salón de la Fama del Rock      | "Piece of My Heart"                          | Janis Joplin       | Salvada   |
| Top 8                 | Canciones de Películas         | "Call Me" – American Gigolo                  | Blondie            | Últimos 3 |
| Top 7                 | Canciones del siglo XXI        | "Rolling in the Deep"                        | Adele              | Últimos 3 |
| Top 6                 | Carole King                    | Dúo "I Feel the Earth Move" con Casey Abrams | Carole King        | Salvada   |
| Top 6                 | Carole King                    | Solo "Beautiful"                             | Carole King        | Salvada   |
| Top 5                 | Canciones de Ayer y Hoy        | "Yoü and I"                                  | Lady Gaga          | Salvada   |
| Top 5                 | Canciones de Ayer y Hoy        | "The House of the Rising Sun"                | The Animals        | Salvada   |
| Top 4                 | Canción Inspiradora            | "Earth Song"                                 | Michael Jackson    | Salvada   |
| Top 4                 | Leiber & Stoller               | "I (Who Have Nothing)"                       | Ben E. King        | Salvada   |
| Top 3                 | Elección Personal              | "What Is and What Should Never Be"           | Led Zeppelin       | Finalista |
| Top 3                 | Elección de Jimmy Iovine       | "Rhiannon"                                   | Fleetwood Mac      | Finalista |
| Top 3                 | Elección de los Jueces         | "You Oughta Know"                            | Alanis Morissette  | Finalista |

## Discografía
| Álbum      | Detalles                                                                                                | Posicionamiento | Posicionamiento | Ventas                   |
| Álbum      | Detalles                                                                                                | EE. UU.         | CAN             | Ventas                   |
| ---------- | --- | --------------- | --------------- | ------------------------ |
| Listen Up! | - Lanzamiento: 22 de mayo de 2012 - Discográfica(s): 19, Interscope - Formato: CD, distribución digital | 17              | 9               | - WorldWide 430.000 Sold |

## Filmografía
- F is for Family (2015-actualidad) - Bill Murphy (Voz)
- Holiday Twist (2023) - Anna[6]